# Liga Mexicana de Béisbol
Die Liga Mexicana de Béisbol (deu. Mexikanische Baseballliga) ist die höchste professionelle Baseball-Liga in Mexiko. Sie ist neben der International League und der Pacific Coast League aus den USA eine von drei Ligen in Nordamerika, die als Triple-A klassifiziert werden, womit sie die höchste Klassifizierung der Minor League Baseball besitzt. Die LMB ist eine eigenständige Liga, kein Team gehört einem MLB-Team, jedoch haben einige Teams Arbeitsverträge mit der MLB zu Spielern abgeschlossen.
Zudem ist sie die am höchsten klassifizierte Baseball-Liga außerhalb der Vereinigten Staaten. Im Gegensatz zur Liga Mexicana del Pacífico, die im Winter ausgespielt wird, findet sie hauptsächlich in den Sommermonaten statt. Rekordmeister der LMB sind die Diablos Rojos del México mit 15 Titeln (zuletzt 2008).

## Teilnehmer 2021
| Zone         | Mannschaft                   | Ort                   | Bundesstaat      | Stadion                                     |
| ------------ | ---------------------------- | --------------------- | ---------------- | ------------------------------------------- |
| Norte (Nord) | Acereros de Monclova         | Monclova              | Coahuila         | Estadio Monclova                            |
| Norte (Nord) | Algodoneros de Unión Laguna  | Torreón               | Coahuila         | Estadio Revolución                          |
| Norte (Nord) | Generales de Durango         | Durango               | Durango          | Estadio Francisco Villa                     |
| Norte (Nord) | Mariachis de Guadalajara     | Guadalajara           | Jalisco          | Estadio Panamericano                        |
| Norte (Nord) | Rieleros de Aguascalientes   | Aguascalientes        | Aguascalientes   | Estadio Alberto Romo Chávez                 |
| Norte (Nord) | Saraperos de Saltillo        | Saltillo              | Coahuila         | Estadio Francisco I. Madero                 |
| Norte (Nord) | Sultanes de Monterrey        | Monterrey             | Nuevo León       | Estadio de Béisbol Monterrey                |
| Norte (Nord) | Tecolotes de los Dos Laredos | Nuevo Laredo / Laredo | Tamaulipas Texas | La Junta Uni-Trade                          |
| Norte (Nord) | Toros de Tijuana             | Tijuana               | Baja California  | Estadio Chevron                             |
| Sur (Süd)    | Bravos de León               | León                  | Guanajuato       | Estadio Domingo Santana                     |
| Sur (Süd)    | Diablos Rojos del México     | Mexiko-Stadt          | Distrito Federal | Estadio Alfredo Harp Helu                   |
| Sur (Süd)    | Guerreros de Oaxaca          | Oaxaca de Juárez      | Oaxaca           | Estadio Lic. Eduardo Vasconcelos            |
| Sur (Süd)    | Leones de Yucatán            | Mérida                | Yucatán          | Estadio Kukulcán                            |
| Sur (Süd)    | Olmecas de Tabasco           | Villahermosa          | Tabasco          | Parque Centenario 27 de Febrero             |
| Sur (Süd)    | Pericos de Puebla            | Puebla                | Puebla           | Estadio Hermanos Serdán                     |
| Sur (Süd)    | Piratas de Campeche          | Campeche              | Campeche         | Estadio Nelson Barrera Romellón             |
| Sur (Süd)    | Rojos del Águila de Veracruz | Veracruz              | Veracruz         | Parque Deportivo Universitario "Beto Ávila" |
| Sur (Süd)    | Tigres de Quintana Roo       | Cancún                | Quintana Roo     | Estadio Beto Ávila                          |

## Ligastruktur und Spielsystem
Die seit 1925 ausgetragene Liga besteht aus zwei Zonen (Division), einer Nord- und einer Südzone zu je acht Mannschaften. Jede Mannschaft bestreitet in den zwei einzeln gewerteten Saisonhälften 53 Spiele in der ersten und 54 in der zweiten Saisonhälfte in der von März bis Juli dauernden regulären Spielzeit. Für die Platzierungen in einer Saisonhälfte gibt es ein Punktsystem mit 8 Punkten für den Ersten bis 4 für den Achten. Aufgrund dieser Punkte qualifizieren sich drei Mannschaften jeder Zone für die Play-offs. Die Mannschaft mit dem besten Sieg-Niederlagen-Verhältnis aller übrigen Teams einer Zone stellt das vierte Play-off-Team seiner Zone.
Diese vier Mannschaften jeder Zone spielen dann im Playoff-Modus im Juli und August um den Zonensieg (Campeon de la Zona Norte/Sur). Anschließend spielen die Zonensieger in der Finalserie um den Titel der Liga. 2009 wurde der neue Meisterschaftspokal, der La Copa de Zaachila, vergeben. Alle Playoff-Spiele werden im Modus Best-of-Seven ausgetragen.

## Geschichte
1925 wurde die Liga Mexicana de Béisbol (LMB) als erste Profiliga, in Mexiko, gegründet. Die 6 Gründer-Klubs kamen aus der Region um Mexiko-Stadt, Guanajuato und Veracruz: 74 Regimiento, Club México, Agraria de México, Nacional de México, Club Guanajuato und Rojos del Águila de Veracruz.
1937 etabliert sich diese Liga mit 15 Teams über die Grenzen von Zentralmexiko hinaus, darunter die Monterrey Industriales, die Nuevo Laredo Tecolotes und die Torreón Algodoneros.
1955 stand die Liga Mexicana de Béisbol (LMB) kurz vor dem Aus, wurde dann doch noch unter neuer Ligaleitung gerettet, die sich unter anderem auf eine vertragliche Zusammenarbeit mit der damaligen rein US-amerikanischen Profiliga Major League Baseball (MLB), einigte.
1973 wurde die mexikanische Liga (LMB), mit 16 Mannschaften, in 4 Divisionen: Nordost; Nordwest; Südost und Südwest, aufgeteilt. 1979 sogar auf 20 Mannschaften aufgestockt.
Seit 1981 spielt die LMB mit 16 Teams und seit 1983 wieder in einer Nord- und Süd-Division. Das bisher erfolgreichste Team sind die Diablos Rojos del México aus D.F. (Mexiko-Stadt), mit 16 Meistertiteln, gefolgt von den Sultanes de Monterrey mit 9 Titeln.

## Meister
| Saison | Meister                      | Finale | Vizemeister                  |
| ------ | ---------------------------- | ------ | ---------------------------- |
| 1925   | 74 Regimiento de San Luis    | 3-1    | Club México                  |
| 1926   | Ocampo de Jalapa             | *      | Carmona de México            |
| 1927   | Gendarmería de México        | *      | Club México                  |
| 1928   | Policía del DF               | 2-0    | Bravo Izquierdo de Puebla    |
| 1929   | Chiclet's Adams de México    | 2-1    | Delta de México              |
| 1930   | Tigres de Comintra           | *      | Obras Públicas de México     |
| 1931   | Obras Públicas de México     | *      | Comunicaciones de México     |
| 1932   | Tráfico de México            | *      | Club Pachuca                 |
| 1933   | Tigres de Comintra           | 3-2    | Club Pachuca                 |
| 1934   | Monte de Piedad de México    | *      | Tuneros de San Luis          |
| 1935   | Agrario de México            | *      | Tigres de Comintra           |
| 1936   | Agrario de México            | *      | Lomas de México              |
| 1937   | Aguila de Veracruz           | 3-0    | Agrario de México            |
| 1938   | Aguila de Veracruz           | *      | Agrario de México            |
| 1939   | Cafeteros de Córdoba         | *      | Aguila de Veracruz           |
| 1940   | Azules de Veracruz México    | *      | Diablos Rojos del México     |
| 1941   | Azules de veracruz México    | *      | Diablos Rojos del México     |
| 1942   | Algodoneros del Unión Laguna | *      | Industriales de Monterrey    |
| 1943   | Industriales de Monterrey    | *      | Algodoneros del Unión Laguna |
| 1944   | Azules de Veracruz México    | *      | Industriales de Monterrey    |
| 1945   | Alijadores de Tampico        | *      | Tecolotes de Nvo. Laredo     |
| 1946   | Alijadores de Tampico        | *      | Diablos Rojos del México     |
| 1947   | Industriales de Monterrey    | *      | Diablos Rojos del México     |
| 1948   | Sultanes de Monterrey        | *      | Pericos de Puebla            |
| 1949   | Sultanes de Monterrey        | 4-0    | Algodoneros del Unión Laguna |
| 1950   | Algodoneros del Unión Laguna | 4-2    | Charros de Jalisco           |
| 1951   | Azules de Veracruz México    | 4-1    | Tuneros de San Luis          |
| 1952   | Aguila de Veracruz           | *      | Algodoneros del Unión Laguna |
| 1953   | Tecolotes de Nvo. Laredo     | *      | Sultanes de Monterrey        |
| 1954   | Tecolotes de Nvo. Laredo     | *      | Leones de Yucatán            |
| 1955   | Tigres del México            | 2-0    | Tecolotes de Nvo. Laredo     |
| 1956   | Diablos Rojos del México     | *      | Tigres Capitalinos           |
| 1957   | Leones de Yucatán            | *      | Diablos Rojos del México     |
| 1958   | Tecolotes de Nvo. Laredo     | *      | Diablos Rojos del México     |
| 1959   | Petroleros de Poza Rica      | *      | Tecolotes de Nvo. Laredo     |
| 1960   | Tigres del México            | *      | Aguila de Veracruz           |
| 1961   | Aguila de Veracruz           | *      | Pericos de Puebla            |
| 1962   | Sultanes de Monterrey        | *      | Aguila de Veracruz           |
| 1963   | Pericos de Puebla            | *      | Diablos Rojos del México     |
| 1964   | Diablos Rojos del México     | *      | Pericos de Puebla            |
| 1965   | Tigres del México            | *      | Pericos de Puebla            |
| 1966   | Tigres del México            | 4-2    | Diablos Rojos del México     |
| 1967   | Charros de Jalisco           | *      | Broncos de Reynosa           |
| 1968   | Diablos Rojos del México     | *      | Aguila de Veracruz           |
| 1969   | Broncos de Reynosa           | *      | Sultanes de Monterrey        |
| 1970   | Aguila de Veracruz           | 4-2    | Diablos Rojos del México     |
| 1971   | Charros de Jalisco           | 4-3    | Saraperos de Saltillo        |
| 1972   | Cafeteros de Córdoba         | 4-2    | Alacranes de Durango         |
| 1973   | Diablos Rojos del México     | 4-3    | Saraperos de Saltillo        |
| 1974   | Diablos Rojos del México     | 4-0    | Algodoneros de Gomez Palacio |
| 1975   | Alijadores de Tampico        | 4-1    | Cafeteros de Córdoba         |
| 1976   | Diablos Rojos del México     | 4-2    | Algodoneros del Unión Laguna |
| 1977   | Tecolotes de Nvo. Laredo     | 4-1    | Diablos Rojos del México     |
| 1978   | Rieleros de Aguascalientes   | 4-2    | Algodoneros del Unión Laguna |
| 1979   | Ángeles de Puebla            | 4-3    | Indios de Cd. Juárez         |
| 1980   | Saraperos de Saltillo        | *      | Indios de Cd. Juárez         |
| 1981   | Diablos Rojos del México     | 4-3    | Broncos de Reynosa           |
| 1982   | Indios de Cd. Juárez         | 4-0    | Tigres Capitalinos           |
| 1983   | Piratas de Campeche          | 4-3    | Indios de Cd. Juarez         |
| 1984   | Leones de Yucatán            | 4-2    | Inios de Cd. Juárez          |
| 1985   | Diablos Rojos del México     | 4-1    | Tecolotes de los Dos Laredos |
| 1986   | Ángeles Negros de Puebla     | 4-1    | Sultanes de Monterrey        |
| 1987   | Diablos Rojos del México     | 4-1    | Tecolotes de los Dos Laredos |
| 1988   | Diablos Rojos del México     | 4-1    | Saraperos de Saltillo        |
| 1989   | Tecolotes de los Dos Laredos | 4-2    | Leones de Yucatán            |
| 1990   | Bravos de León               | 4-1    | Algodoneros del Unión Laguna |
| 1991   | Sultanes de Monterrey        | 4-3    | Diablos Rojos del México     |
| 1992   | Tigres del México            | 4-2    | Tecolotes de los Dos Laredos |
| 1993   | Olmecas de Tabasco           | 4-1    | Tecolotes de los Dos Laredos |
| 1994   | Diablos Rojos del México     | 4-3    | Sultanes de Monterrey        |
| 1995   | Sultanes de Monterrey        | 4-0    | Diablos Rojos del México     |
| 1996   | Sultanes de Monterrey        | 4-1    | Diablos Rojos del México     |
| 1997   | Tigres del México            | 4-1    | Diablos Rojos del México     |
| 1998   | Guerreros de Oaxaca          | 4-0    | Acereros de Monclova         |
| 1999   | Diablos Rojos del México     | 4-2    | Tigres Capitalinos           |
| 2000   | Tigres del México            | 4-1    | Diablos Rojos del México     |
| 2001   | Tigres del México            | 4-2    | Diablos Rojos del México     |
| 2002   | Diablos Rojos del México     | 4-3    | Tigres de la Angelopolis     |
| 2003   | Diablos Rojos del México     | 4-1    | Tigres de la Angelopolis     |
| 2004   | Piratas de Campeche          | 4-1    | Saraperos de Saltillo        |
| 2005   | Tigres del Puebla            | 4-2    | Saraperos de Saltillo        |
| 2006   | Leones de Yucatán            | 4-1    | Sultanes de Monterrey        |
| 2007   | Sultanes de Monterrey        | 4-3    | Leones de Yucatán            |
| 2008   | Diablos Rojos del México     | 4-1    | Sultanes de Monterrey        |
| 2009   | Saraperos de Saltillo        | 4-2    | Tigres de Quintana Roo       |
| 2010   | Saraperos de Saltillo        | 4-1    | Pericos de Puebla            |
| 2011   | Tigres de Quintana Roo       | 4-0    | Diablos Rojos del México     |
| 2012   | Rojos del Águila de Veracruz | 4–3    | Rieleros de Aguascalientes   |
| 2013   | Tigres de Quintana Roo       | 4–1    | Sultanes de Monterrey        |
| 2014   | Diablos Rojos del México     | 4–0    | Pericos de Puebla            |
| 2015   | Tigres de Quintana Roo       | 4–1    | Acereros del Norte           |
| 2016   | Pericos de Puebla            | 4–2    | Toros de Tijuana             |
| 2017   | Toros de Tijuana             | 4–1    | Pericos de Puebla            |

## Ewige Tabelle der LMB
| Mannschaft                   | Spielzeiten | G1   | P1   | G2  | P2  | Titel |
| ---------------------------- | ----------- | ---- | ---- | --- | --- | ----- |
| Diablos Rojos del México     | 67          | 4455 | 3518 | 265 | 176 | 15    |
| Sultanes de Monterrey        | 68          | 4173 | 3886 | 154 | 128 | 9     |
| Tigres de Quintana Roo       | 53          | 3459 | 3153 | 171 | 138 | 9     |
| Rojos del Águila de Veracruz | 50          | 2715 | 2959 | 21  | 29  | 5     |
| Tecolotes de Nuevo Laredo    | 43          | 2496 | 2453 | 91  | 88  | 5     |
| Vaqueros Laguna              | 45          | 2541 | 2658 | 51  | 67  | 2     |
| Saraperos de Saltillo        | 38          | 2539 | 2125 | 130 | 140 | 1     |
| Pericos de Puebla            | 39          | 2481 | 2201 | 49  | 41  | 3     |
| Leones de Yucatán            | 38          | 2363 | 2210 | 70  | 100 | 3     |
| Acereros de Monclova         | 32          | 1909 | 2037 | 46  | 73  | 0     |
| Petroleros de Poza Rica*     | 27          | 1705 | 1947 | 3   | 15  | 1     |
| Olmecas de Tabasco           | 31          | 1715 | 2038 | 34  | 44  | 1     |
| Rieleros de Aguascalientes*  | 27          | 1579 | 1781 | 46  | 59  | 1     |
| Broncos de Reynosa*          | 26          | 1533 | 1747 | 22  | 31  | 1     |
| Piratas de Campeche          | 27          | 1586 | 1577 | 70  | 69  | 2     |
| Charros de Jalisco*          | 21          | 1372 | 1306 | 20  | 28  | 2     |
| Alijadores de Tampico*       | 24          | 1301 | 1265 | 27  | 32  | 3     |
| Cafeteros de Córdoba*        | 22          | 1238 | 1273 | 36  | 44  | 2     |
| Indios de Ciudad Juárez*     | 12          | 762  | 740  | 56  | 37  | 1     |
| Bravos de León*              | 10          | 624  | 624  | 21  | 17  | 1     |
| Azules del Veracruz*         | 12          | 561  | 541  | 4   | 1   | 4     |
| Guerreros de Oaxaca          | 12          | 633  | 706  | 33  | 33  | 1     |
| Dorados de Chihuahua         | 12          | 626  | 792  | 3   | 4   | 0     |
| Langosteros de Cancún*       | 10          | 502  | 626  | 8   | 14  | 0     |
| Industriales de Monterrey*   | 6           | 364  | 402  | 10  | 12  | 0     |
| Petroleros de Minatitlán     | 8           | 391  | 553  | 6   | 7   | 0     |
| Alacranes de Durango*        | 4           | 274  | 289  | 2   | 8   | 0     |
| Azules de Coatzacoalcos*     | 4           | 219  | 201  | 5   | 9   | 0     |
| Potros de Tijuana            | 5           | 265  | 266  | 13  | 15  | 0     |
| Piratas de Sabinas*          | 3           | 175  | 240  | 0   | 0   | 0     |
| Tigres de Comintra*          | 12          | 170  | 154  | 3   | 2   | 2     |
| Gabay de Pachuca*            | 8           | 86   | 79   | 2   | 3   | 0     |
| Agrario de México*           | 4           | 80   | 27   | 0   | 3   | 2     |
| Osos Negros de Toluca*       | 1           | 67   | 49   | 2   | 4   | 0     |
| Delta de México*             | 6           | 66   | 75   | 1   | 2   | 0     |
| Anáhuac de México*           | 2           | 60   | 59   | 0   | 0   | 0     |
| Mayas de Chetumal*           | 1           | 51   | 67   | 0   | 0   | 0     |
| Gallos de Santa Rosa*        | 4           | 51   | 95   | 0   | 0   | 0     |
| Chiclet's Adams de México*   | 5           | 47   | 67   | 2   | 1   | 1     |
| Cerveceros de Nogales*       | 3           | 43   | 49   | 0   | 0   | 0     |
| Tráfico de México*           | 2           | 38   | 21   | 0   | 0   | 1     |
| Obras Públicas de México*    | 2           | 29   | 17   | 0   | 0   | 1     |
| Lomas de México*             | 3           | 28   | 29   | 0   | 0   | 0     |
| Club México*                 | 3           | 27   | 29   | 1   | 3   | 0     |
| Monte de Piedad de México*   | 2           | 25   | 18   | 0   | 0   | 1     |
| Tránsito de México*          | 3           | 23   | 44   | 0   | 0   | 0     |
| Ocampo de Jalapa*            | 2           | 21   | 13   | 0   | 0   | 1     |
| Bravo Izquierdo de Puebla*   | 2           | 20   | 14   | 0   | 2   | 0     |
| Electricistas del Necaxa*    | 3           | 18   | 39   | 0   | 0   | 0     |
| Carmona de México*           | 2           | 17   | 9    | 0   | 0   | 0     |
| Agricultura de México*       | 2           | 17   | 16   | 0   | 0   | 0     |
| Artillería de México*        | 2           | 17   | 23   | 0   | 0   | 0     |
| Comunicaciones de México*    | 1           | 15   | 6    | 0   | 0   | 0     |
| Policía del DF*              | 1           | 13   | 5    | 2   | 0   | 1     |
| Gendarmería de México*       | 1           | 12   | 4    | 0   | 0   | 1     |
| Club Guanajuato*             | 2           | 10   | 21   | 0   | 0   | 0     |
| Nacional de México*          | 1           | 7    | 7    | 0   | 0   | 0     |
| Sindicato de México*         | 1           | 7    | 10   | 0   | 0   | 0     |
| Santa Gertrudis*             | 1           | 6    | 8    | 0   | 0   | 0     |
| Santa María*                 | 1           | 6    | 10   | 0   | 0   | 0     |
| Cardenales de México*        | 1           | 6    | 19   | 0   | 0   | 0     |
| Club San Rafael*             | 1           | 5    | 11   | 0   | 0   | 0     |
| Petroleros de México*        | 1           | 5    | 18   | 0   | 0   | 0     |
| Cardenales de Puebla*        | 1           | 5    | 31   | 0   | 0   | 0     |
| Azcapotzalco*                | 1           | 4    | 12   | 0   | 0   | 0     |
| Agraria de México*           | 1           | 2    | 3    | 0   | 0   | 0     |
| Cidosa de Río Blanco*        | 2           | 2    | 69   | 0   | 0   | 0     |
| Zapadores de México*         | 1           | 1    | 19   | 0   | 0   | 0     |

*.- Mannschaft existiert nicht mehr

1.- Reguläre Saison

2.- Nachsaison

## Zurückgezogene Trikot-Nummern
Die LMB plant, am 6. Juli 2019 die Trikot-Nummer 34 zu Ehren der Leistungen von Fernando Valenzuela aus der gesamten Liga zurückzuziehen.

## Medienpräsenz
Die Spiele der mexikanischen Baseball-Liga werden hauptsächlich von lokalen TV-Stationen und Radiosendern übertragen, da die landesweiten Sender überwiegend Fußballspiele zeigen. Bis zum Jahr 2008 zeigt auch der US-Sportsender ESPN regelmäßig Spiele der LMB.